# Yangtou, Guizhou
Yangtou är en ort i Kina. Den ligger i provinsen Guizhou, i den sydvästra delen av landet, omkring 300 kilometer nordost om provinshuvudstaden Guiyang.